# Alessandro Ambrosini
Alessandro Ambrosini Bartolomei (Favara, 6 febbraio 1891 – Palermo, 31 luglio 1992) è stato un magistrato e avvocato dello Stato italiano.

## Biografia
Nato a Favara (provincia di Agrigento) e fratello dei più conosciuti Gaspare, Vittorio, e Antonio Ambrosini, fu terzogenito di sette figli. Frequentate le scuole primarie a Favara si diplomò ad Agrigento. Proseguì gli studi frequentando la facoltà di giurisprudenza dell'Università di Palermo. Laureatosi con il massimo dei voti e la lode vinse subito dopo il concorso di magistratura e intraprese così la carriera di magistrato. Fu anche combattente nella prima guerra mondiale con il grado di tenente di fanteria. Venne gravemente ferito durante un attacco nella battaglia del Carso distinguendosi per valore militare. Il 30 giugno 1926 sposò Maria Lucchesi Palli appartenente al nobile casato dei Principi Lucchese Palli, dalla quale ebbe sette figli. Dedito alla famiglia nonostante l'intensa e delicata attività lavorativa, non dimenticò mai la nativa Favara, favorendo e aiutando tutti coloro che da quel paese si rivolgevano a lui.

## Carriera
Esercitò la professione oltre che ad Agrigento anche a Palermo, Torino, Bengasi e Tripoli.  Successivamente entrò nell'Avvocatura dello Stato e fu mandato come avvocato di Stato nei territori di Bengasi e Tripoli per tutelare e difendere i diritti di quelle popolazioni. Qui ricevette molti riconoscimenti ed ebbe anche diversi delicati incarichi di governo. Fu poi a capo dell'Avvocatura di Stato della Libia. Ritornato in Sicilia prese l'incarico di capo dell'avvocatura di Palermo e dopo anni di apprezzato lavoro fu nominato avvocato generale a Roma.
Morì a Palermo nell'estate del 1992, all'età di 101 anni. Riposa nel paese natale dal quale mai si separò e dove spesso ritornava per le vacanze.
Per i suoi molteplici meriti ottenne dallo Stato italiano numerosi riconoscimenti di prestigio.

## Fonti
- Gerlando Cilona, Uomini di Favara, Siculgrafica s.c., 2009
- Personaggi di Favara - Alessandro Ambrosini, su favara.biz. URL consultato il 9 gennaio 2013 (archiviato dall'url originale il 5 aprile 2016).